# Престин
Прести́н (англ. Presteigne, валл. Llanandras) — город в Уэльсе.

## География
Город Престин расположен на крайнем востоке Уэльса близ его границы с Англией, на территории современного графства Поуис (историческое графство Радноршир), на реке Лугг, в 70 километрах севернее Кардиффа. Число жителей города составляет 2 463 человека (на 2001 год). По оценке многолетнего редактора журнала Country Life (Сельская жизнь) Клайва Аслета Престин входит в список 10 лучших малых городов (small towns) Великобритании.

## История

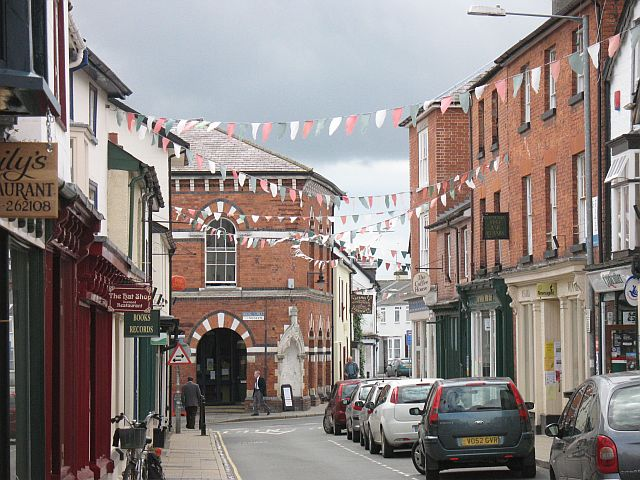
Главная улица города — Хай-стрит.

Валлийское название города — Лланандрас в переводе означает Церковь св. Андрея. Престин образовался как небольшое поселение вокруг церкви этого святого. В середине XII столетия известен под названием Престемеде или «приграничное владение клира». В XIII веке эта территория перешла во владение нормандского рода Мортимеров, фамилии влиятельных лордов Валлийской марки. В XIV — начале XV столетия эта местность была опустошена эпидемией чумы и вооружённой борьбой в результате восстания Оуайна Глиндура, завершившегося битвой при Брайан-Гласе. В 1535 году город становится центром административной и судебной власти графства Радноршир.
В годы Второй мировой войны в Престине находился один из первых в Великобритании лагерей для итальянских и немецких военнопленных.

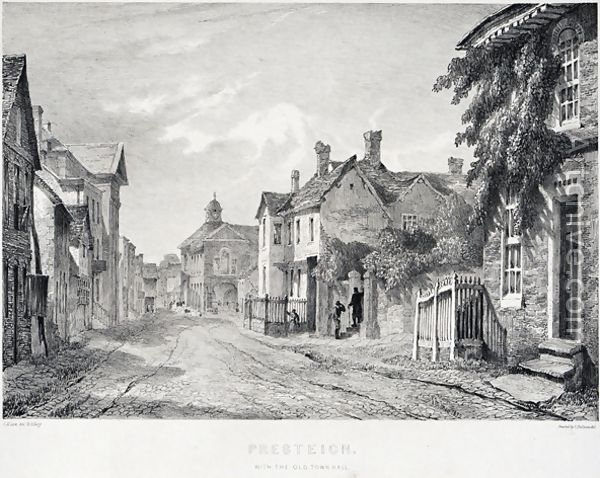
«Улица в Престийне». Рисунок Джозефа Инса